# Gymnasium Seefeld
Das Gymnasium Seefeld in Thun war bis 2014 eine selbstständige, öffentliche, staatliche Schule des Kantons Bern. Sie schloss sich im Sommer 2014 mit dem Gymnasien Thun Schadau zum Gymnasium Thun mit Fachmittelschule und Wirtschaftsmittelschule an zwei Standorten zusammen. 

## Geschichte

### Seminar Niederbipp und Hindelbank
Die Geschichte des Gymnasiums Seefeld begann 1838 im Pfarrhaus Niederbipp: Die Normalanstalt für Lehrerinnen wurde gegründet, das erste Lehrerinnenbildungsinstitut der Schweiz, für Kleinkinder-, Primar- und Handarbeitslehrerinnen. Im Jahr darauf zog die Schule ins Pfarrhaus von Hindelbank. 1865 demissionierte Direktor Boll und suspendierte das Seminar, doch 1868 wurde es durch Karl Grütter wiedereröffnet.

### Seminar Thun
1918 zieht Karl Grütter zusammen mit 17 Seminaristinnen nach Thun in die Pension Jungfrau. 1923 kann der Neubau im Seefeld bezogen werden. 1957 wird zum ersten Mal eine reine Knabenklasse aufgenommen. 1977 gewinnt das Architekturbüro Atelier 5 mit dem Projekt Eine reichlich seltsame Schule den Wettbewerb zum Ausbau des Seminars. 1978 wird die Koedukation eingeführt. 1988 können die neuen Gebäude bezogen werden.

### Gymnasium Seefeld
1994 beginnt die Kooperation der Seminare Thun und Spiez zum Aufbau eines musisch-pädagogischen Gymnasiums. 1997 werden die ersten Quartanerinnen und Quartaner aufgenommen. 2004 wird die zweisprachige Maturitätsbildung Deutsch/Englisch (INES) anerkannt. 2007 wird die Schule als engagierte UNESCO assoziierte Schule ausgezeichnet.

## Bildungsangebot
Ein Ausbildungsgang führte zur gymnasialen Matura, an der Fachmittelschule konnte die Fachmaturität erlangt werden. Seit 2007 war das Gymnasium Seefeld als UNESCO-Projektschule anerkannt. Das Gymnasium Seefeld bot als Grundlagenfach dritte Sprache Englisch und Italienisch an, als Schwerpunktfächer Biologie/Chemie, Philosophie/Psychologie/Pädagogik, Musik und Bildnerisches Gestalten, eine zweisprachige Maturitätsausbildung Deutsch/Englisch sowie Begabtenförderung. 
Zudem fanden regelmässig Konzerte, Tanzaufführungen, Theateraufführungen, Cafés Philosophiques und Ausstellungen statt.
Die Partnerschule des Gymnasiums Seefeld war das Gymnasium Aprilov von Gabrowo (Bulgarien). 

## Gymnasium Thun
Im Sommer 2014 schlossen sich die Gymnasien Thun Seefeld und Thun Schadau zum Gymnasium Thun mit Fachmittelschule und Wirtschaftsmittelschule an zwei Standorten zusammen. 